# Eddie Rouse
Pour les articles homonymes, voir Rouse.
Eddie Rouse est un acteur américain né le 2 juillet 1954 à Philadelphie en Pennsylvanie et mort le 7 décembre 2014 à Los Angeles en Californie.

## Filmographie

### Cinéma
- 2000 : George Washington : Damascus
- 2002 : Juwanna Mann
- 2003 : All the Real Girls
- 2004 : L'Autre Rive : Wadsworth Pela
- 2007 : Le Nombre 23
- 2007 : Low and Behold : Richard Nixon
- 2007 : American Gangster : le détective lors de la fête
- 2008 : Délire Express : Lance
- 2009 : Ronnie la Gaffe : le propriétaire du magasin furieux
- 2009 : Pandorum : Leland
- 2010 : I'm Still Here : Miami Heckler
- 2011 : Alyce (de) : Rex
- 2011 : Baby-sitter malgré lui : le chanteur du lounge
- 2012 : Monsieur Flynn : Carlos
- 2012 : Nature Calls : Little Eddie
- 2012 : Dragon Eyes : Beech
- 2013 : The Fortune Theory : Leonard Steer
- 2014 : Low Down : le chef du groupe
- 2014 : Justice : Carl
- 2014 : Stand Down Soldier : Michael

### Télévision
- 2007 : K-Ville : Nicky (1 épisode)
- 2009 : Raising the Bar : Justice à Manhattan (1 épisode)
- 2010 : The Whole Truth
- 2016 : Westworld : Kissy (1 épisode)